# مرکب هندی

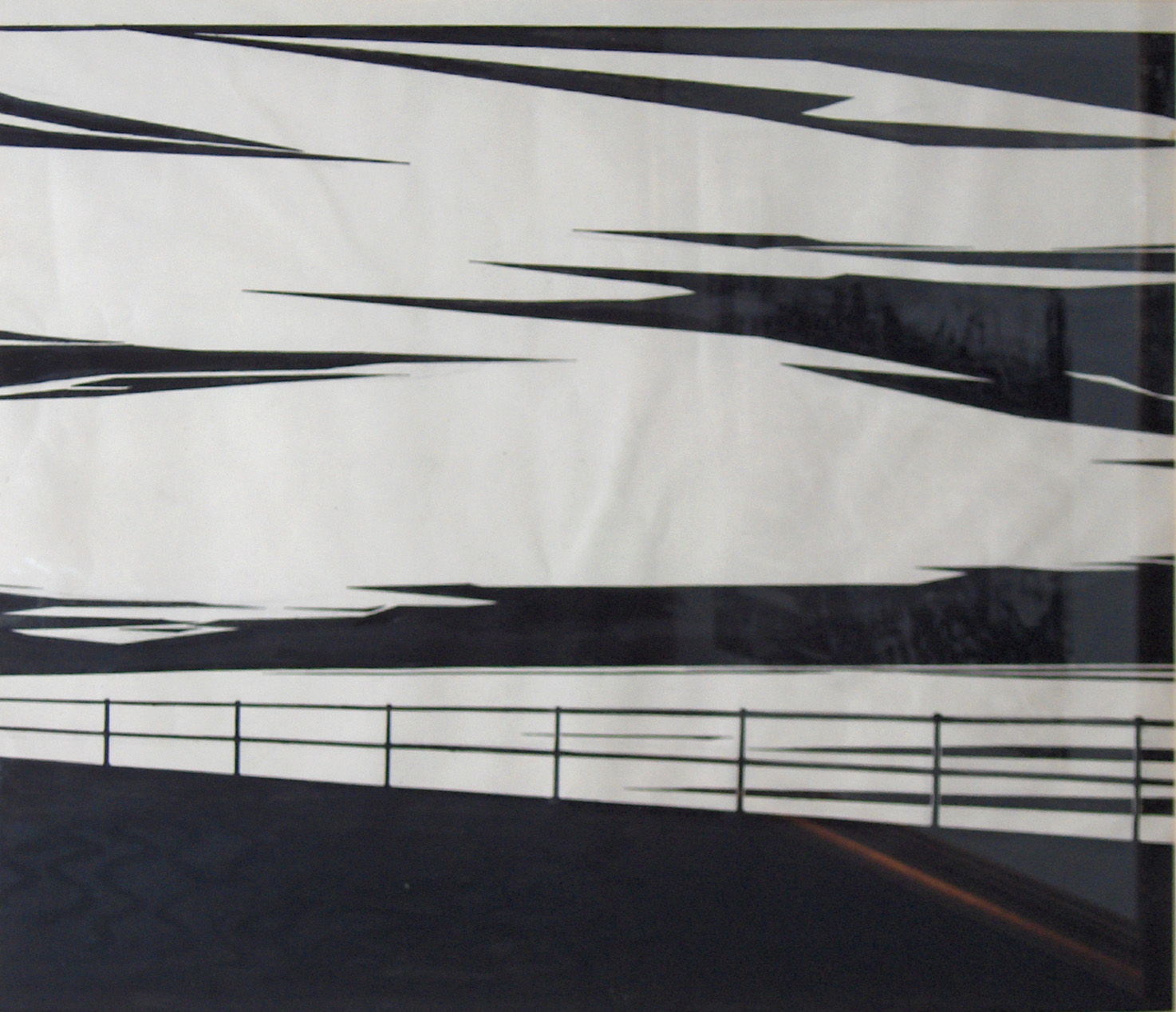
نمونه‌ای از نقاشی با مرکب هندی بر روی کاغذ. «زِی‌دَیک» توسط گوستاو سورل، ۱۹۳۹.

مرکب هندی یا مرکب چینی نوعی از جوهر سیاه یا رنگی است که از دوده چراغ در ترکیب با سریشم یا ژلاتین ساخته می‌شود.
این جوهر به‌طور گسترده برای نوشتن و چاپ استفاده می‌شود و امروزه کاربرد آن بیشتر در ترسیم برخی خطوط در کتاب‌های کمیک و کاریکاتورها است. مرکب هندی در پزشکی نیز کاربرد دارد.
چینی‌ها از دوران نوسنگی از این نوع مرکب استفاده می‌کردند ولی چون مواد ساخت آن از هند می‌آمد به نام مرکب هندی معروف شده‌است.